# Нижня Канада
Ни́жня Кана́да (фр. Bas-Canada, англ. Lower Canada) — назва сучасної провінції Квебек у 1791—1841 роках. Британський Конституційний акт 1791 року ділив колишню провінцію Квебек на дві частини: Верхню Канаду (сучасна провінція Онтаріо) та Нижню Канаду.
Перші англійські колоністи в Канаді з'явилися після захоплення французької Канади Британією у 1759 році, а вже із визнанням незалежності Сполучених Штатів, до Канади почали переселятися численні британці-лоялісти зі США. Оскільки долина річки Сен-Лоран була вже заселена франкоканадцями, нові мешканці селилися західніше по берегах Великих Озер.
Унаслідок того, що Сполучені Штати не залишали надії приєднати до себе Канаду, британський уряд, намагаючись заручитися лояльністю франкоканадців й запобігти їхньому зближенню з американцями, — дозволив їм користуватися французьким кримінальним законодавством та зберіг для них сеньйоріальну систему землеустрою. Такі поступки не влаштовували англоканадців, які надалі хотіли жити за британськими законами: їхні землі виділили у окрему провінцію — Верхню Канаду, а решту колонії — в Нижню Канаду.
Після Повстання Патріотів (1837—1838) Лондон вирішив знов об'єднати ці дві провінції в єдину колонію — Провінція Канади.